# Дурены
Дуре́ны (бур. Дүрөө - стремя) — село в Кяхтинском районе Бурятии. Входит в сельское поселение «Усть-Киранское».

## География
Расположено на левом берегу реки Чикой, в 31 км к востоку от районного центра, города Кяхта, и в 13 км южнее центра сельского поселения — села Усть-Киран. В 3 км к востоку от села — съезд на региональную автодорогу Р441 Мухоршибирь — Бичура — Кяхта. В 2.5 км северо-западнее села находится Курорт Киран на берегу озера Киран.

## Население
| 2002 | 2010 |
| ---- | ---- |
| 175  | ↘145 |